# Hilary Hahn
Hilary Hahn, född 27 november 1979 i Lexington, Virginia, är en amerikansk violinist.